# Valence-d’Albigeois
Valence-d’Albigeois (okzitanisch: Valença d’Albigés) ist eine französische Gemeinde mit 1.276 Einwohnern (Stand 1. Januar 2022) im Département Tarn in der Region Okzitanien. Sie gehört zum Arrondissement Albi und zum Kanton Carmaux-1 Le Ségala (bis 2015: Kanton Valence-d’Albigeois).

## Geografie
Valence-d’Albigeois liegt etwa 23 Kilometer nordöstlich von Albi. An der nördlichen Gemeindegrenze verläuft das Flüsschen Boutescure, im südlichen Gemeindegebiet entspringt das Flüsschen Aygou, das hier auch noch Ruisseau de la Barbastié genannt wird. Umgeben wird Valence-d’Albigeois von den Nachbargemeinden Padiès im Norden und Nordwesten, Faussergues im Norden und Nordosten, Saint-Michel-Labadié im Osten und Südosten, Saint-Cirgue im Süden, Saint-Julien-Gaulène im Westen und Südwesten sowie Andouque im Westen.

## Geschichte
Die Bastide Valence wurde 1278 vom Seneschall Eustache von Beaumarchais im Namen von Philipp III. gegründet.

## Bevölkerungsentwicklung
| 1962                      | 1968 | 1975 | 1982 | 1990 | 1999 | 2006 | 2013 |
| ------------------------- | ---- | ---- | ---- | ---- | ---- | ---- | ---- |
| 1175                      | 1155 | 1042 | 1145 | 1194 | 1142 | 1265 | 1311 |
| Quelle: Cassini und INSEE |      |      |      |      |      |      |      |